# BMW R 1200 RS
 (janvier 2016).
Si vous disposez d'ouvrages ou d'articles de référence ou si vous connaissez des sites web de qualité traitant du thème abordé ici, merci de compléter l'article en donnant les références utiles à sa vérifiabilité et en les liant à la section « Notes et références ».
La R1200RS est un modèle de motocyclette du constructeur bavarois BMW.
Elle utilise un moteur à injection de 1 170 cm3 développant 125 ch dans ses versions R et RS.